# Terdjola (municipalité)
La municipalité de Terdjola (en géorgien : თერჯოლის მუნიციპალიტეტი) est un district de la région d'Iméréthie en Géorgie, dont la ville principale est Terdjola. Au recensement de 2014, il comptait 35 563 habitants.

## Communes
- Voir la catégorie Commune dans la municipalité de Terdjola